# Río Mao (vattendrag i Spanien, Galicien, Provincia de Ourense, lat 42,37, long -7,50)
Río Mao är ett vattendrag i Spanien.   Det ligger i provinsen Provincia de Ourense och regionen Galicien, i den nordvästra delen av landet, 400 km nordväst om huvudstaden Madrid.